# Невдюрр Ханым-эфенди
Невдю́рр Ханы́м-эфе́нди (тур. Nevdürr Hanım Efendi), также Невдю́р Ханы́м-эфе́нди (тур. Nevdür Hanım Efendi; 1861, Батуми — 1927, Стамбул) — наложница османского султана Мурада V.

## Биография
Турецкий историк Недждет Сакаоглу в своём труде «Султанши этого имущества» пишет лишь, что Невдюрр Ханым-эфенди указана как икбал в «Реестре Османов» османского историка Сюреи Мехмед-бея, а в мемуарах наложницы Мурада V Филизтен Ханым-эфенди говорится, что Невдюрр была гёзде (наложницей) Мурада V ещё до его восшествия на престол. Кроме того, Филизтен Ханым-эфенди указывает именем наложницы «Невдю́р» (тур. Nevdür), тогда как другие исследователи указывают имя «Невдю́рр» (тур. Nevdürr).
Турецкий мемуарист Харун Ачба в книге «Жёны султанов: 1839—1934» даёт более полную информацию о жизни Невдюрр Ханым-эфенди. По происхождению она была грузинкой, родилась в 1861 году в Батуми в семье князя Рюстем-бея Накашвили и его жены Февзие-ханым и при рождении получила имя Шадие. Ачба полагает, что семья не могла заботиться о Невдюрр, поэтому в раннем возрасте отдала её в султанский дворец. Первоначально девушка попала в услужение к матери Мурада V валиде Шевкефзе-султан, а уже много позже после свержения султана, в 1880 году, во дворце Чыраган Невдюрр Ханым-эфенди стала женой Мурада со статусом икбал; брак оставался бездетным.
Харун Ачба отмечает, что в османских архивах Невдюрр Ханым-эфенди также фигурирует под именем «Ноде́р» (тур. Noder). Кроме того, он отмечает, что она числилась в османских архивах как калфа (служанка); Ачба объясняет это тем фактом, что правящая партия Единение и прогресс не признавала икбал Мурада V его жёнами, чтобы сократить расходы на вдовье жалование, положенное всем жёнам покойных султанов.
Как пишет Ачба, Невдюрр Ханым-эфенди после смерти Мурада V вместе с его икбал Джевхерриз, Ремс-шиназ и Филизтен была вывезена в Бурсу. Прожив в Бурсе в нужде несколько лет, Невдюрр Ханым-эфенди вернулась в Стамбул и нашла убежище в доме своей падчерицы Хатидже-султан — дочери Мурада от третьей жены Шаян Кадын-эфенди. Несмотря на то, что Хатидже-султан много раз обращалась к великому визирю с просьбой о выплате вдовьего жалованья её мачехе, Невдюрр Ханым-эфенди так и не смогла его получить. Когда в 1924 году после упразднения султаната и приказа о высылке за пределы страны членов династии Османов Хатидже-султан попала в списки принудительной депортации и вынуждена была покинуть Турцию, Невдюрр, которая являлась лишь побочным членом династии и не была сослана принудительно, не последовала за падчерицей и оказалась в полной нищете. О дальнейшей её жизни информации нет, однако известно, что Невдюрр Ханым-эфенди умерла в 1927 году в районе Бешикташ в Стамбуле.